# Berberis shensiana
Berberis shensiana är en berberisväxtart som beskrevs av Ahrendt. Berberis shensiana ingår i släktet berberisar, och familjen berberisväxter. Inga underarter finns listade i Catalogue of Life.